# Élection gouvernorale de 2014 dans la république de Crimée
L'élection gouvernorale de 2014 en Crimée a lieu le 9 octobre 2014 afin d'élire le chef de la république de Crimée. Elle est la première depuis l'annexion de la Crimée par la Russie en 2014.

## Contexte
L'élection a lieu à la suite de la crise de Crimée qui voit la Russie s'emparer de cette république autonome jusqu'alors administrée par l'Ukraine. Les élections législatives organisées en septembre 2014 sont largement remportées par le parti Russie Unie de Vladimir Poutine.

## Mode de scrutin
Le chef de la république de Crimée est élu au suffrage indirect par les députés du Conseil d'État.

## Candidats
- Sergueï Axionov : chef de la république de Crimée par intérim ;
- Gennady Naraev : ministre de l'écologie et des ressources naturelles de la Crimée ;
- Alexander Terentyev : député de la Douma d'État.

## Résultats
| Candidat                 | Candidat                 | Parti                    | Votes | %   |
| ------------------------ | ------------------------ | ------------------------ | ----- | --- |
|                          | Sergueï Axionov          | Russie unie              | 75    | 100 |
|                          | Gennady Narayev          | Russie unie              | 0     | 0   |
|                          | Alexander Terentyev      | Russie juste             | 0     | 0   |
|                          |                          |                          |       |     |
| Total                    | Total                    | Total                    | 75    | 100 |
| Inscrits / participation | Inscrits / participation | Inscrits / participation | 75    | 100 |